# Ла-Бати-Монгаскон
Ла-Бати-Монгаскон (фр. La Bâtie-Montgascon) — коммуна во Франции, находится в регионе Рона — Альпы. Департамент коммуны — Изер. Входит в состав кантона Ла-Тур-дю-Пен. Округ коммуны — Ла-Тур-дю-Пен.
Код INSEE коммуны — 38029. Население коммуны на 2012 год составляло 1824 человека. Населённый пункт находится на высоте от 314 до 425 метров над уровнем моря. Муниципалитет расположен на расстоянии около 440 км юго-восточнее Парижа, 60 км восточнее Лиона, 50 км севернее Гренобля. Мэр коммуны — M. Gilbert Joye, мандат действует на протяжении 2014—2020 гг.
Динамика населения (INSEE):